# 夕日の滝

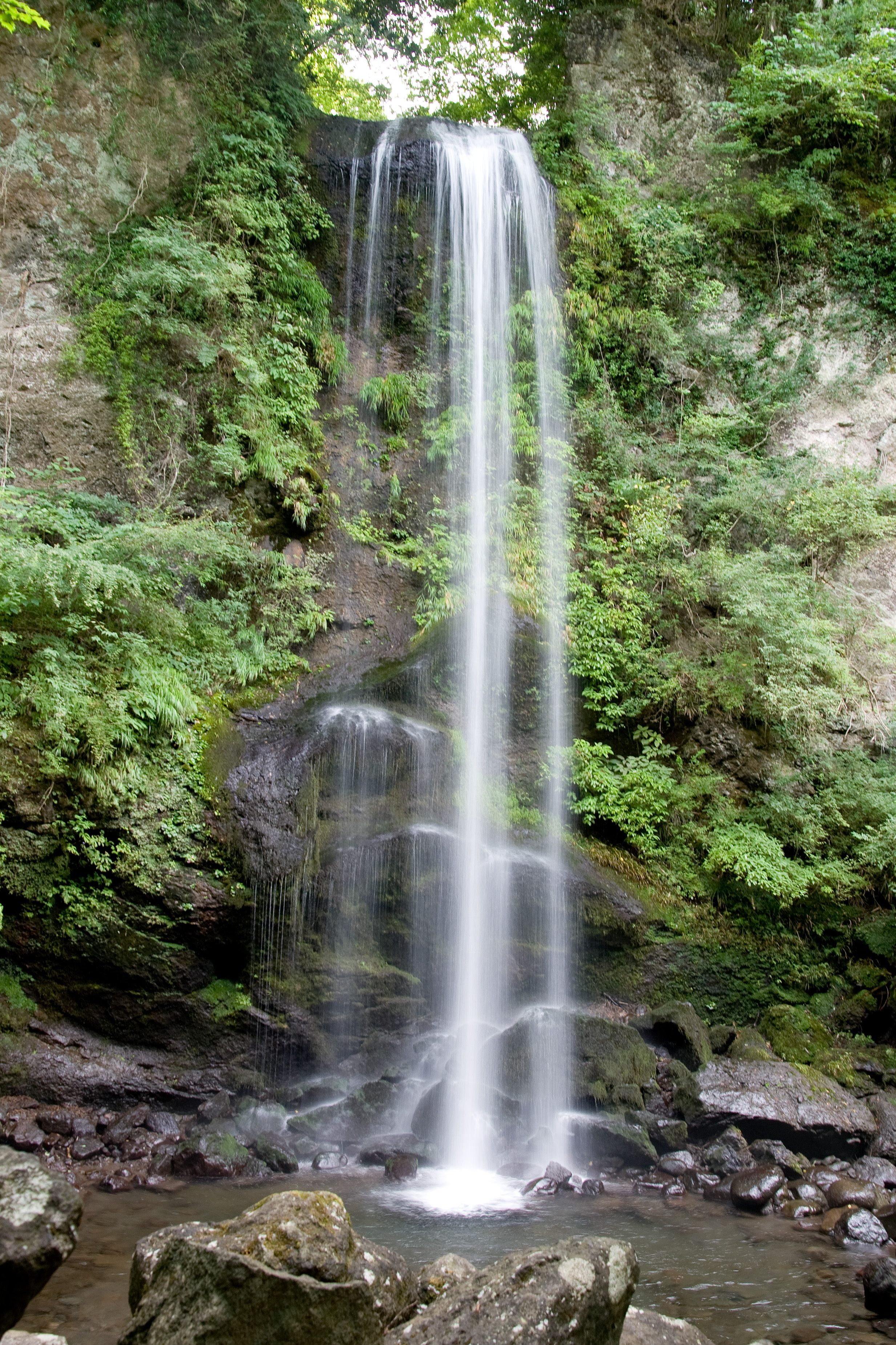
夕日の滝

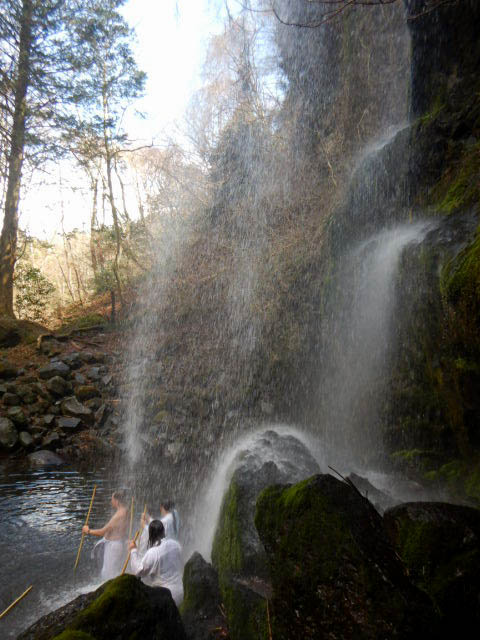
春の滝行風景

夕日の滝（ゆうひのたき）は神奈川県南足柄市矢倉沢にある滝。酒匂川の支流内川の上流にかかり、落差23ｍ、幅5ｍで、標高約500mの地点にあり、周囲はスギ、ケヤキ、ナラなどの林に囲まれている。金太郎が産湯をつかった滝とも伝えられている。
滝は、箱根古期外輪山の堅い火山岩と、泥岩と礫岩から成る軟らかい地層が接する断層にあり、内川からの流水により軟らかい地層はしだいに削られたことによりできたと考えられる。
名前は、夕日に映える美しさから名づけられたと言われており、毎年1月半ばに夕日が滝口に沈むところからつけられたとも言われるが、勇ましく水煙をあげ、男性的なところから「雄飛の滝」と呼ばれていたという説もある。また、滝行が行われている滝として有名で、毎年の初夏に夏の訪れを告げる滝開きも開催される。